# Eva Wennerström
Eva Wennerström, tidigare Lundqvist, född 16 december 1944, är en svensk före detta tennisspelare.
Hon vann totalt 3 SM-guld i dubbel. 
Hon nådde 1969 fjärde omgången i Franska öppna.
Hon är mor till tennisspelaren Nina Wennerström.